# BedrijvenStad Fortuna

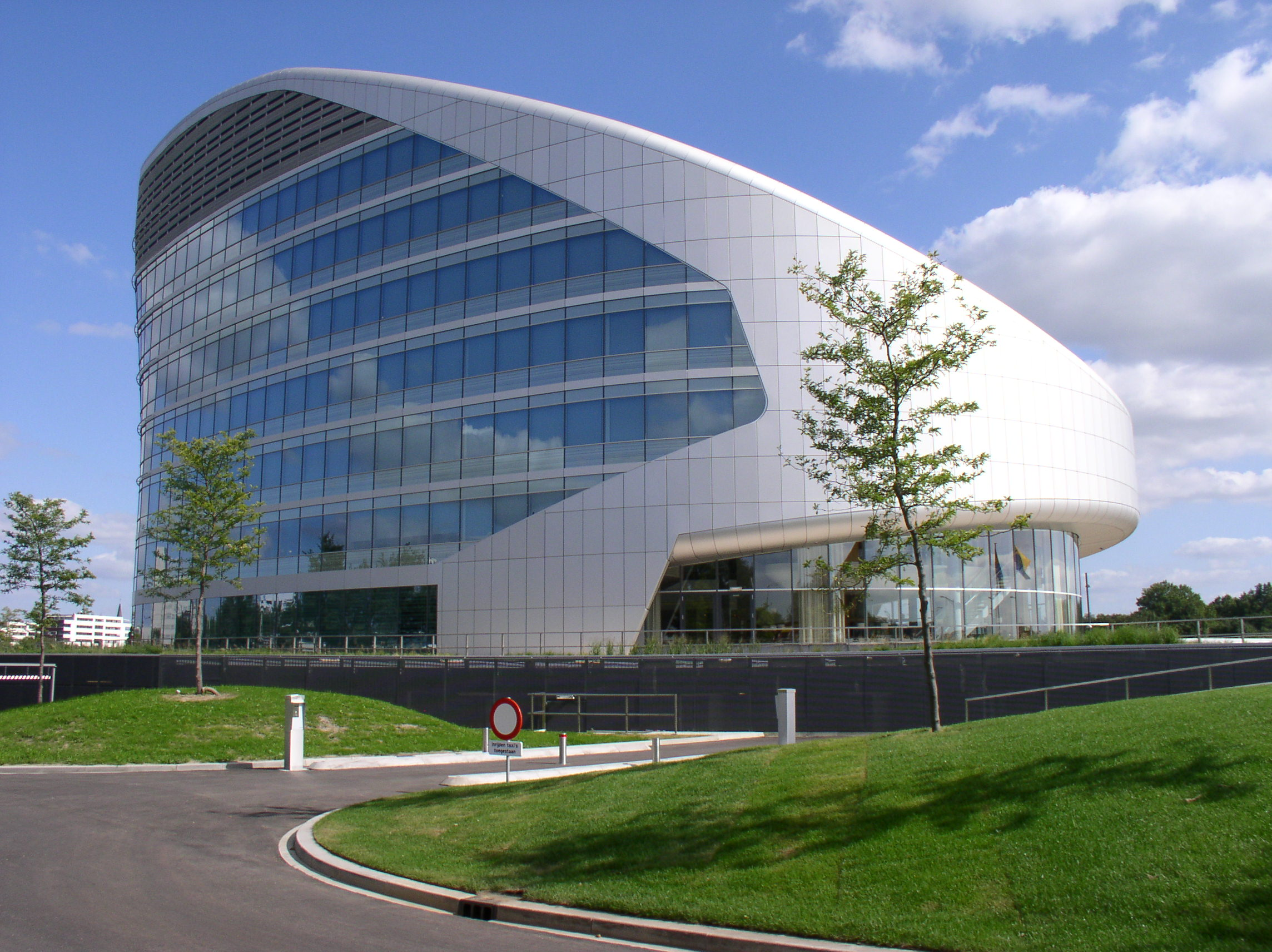
Europees hoofdkantoor SABIC

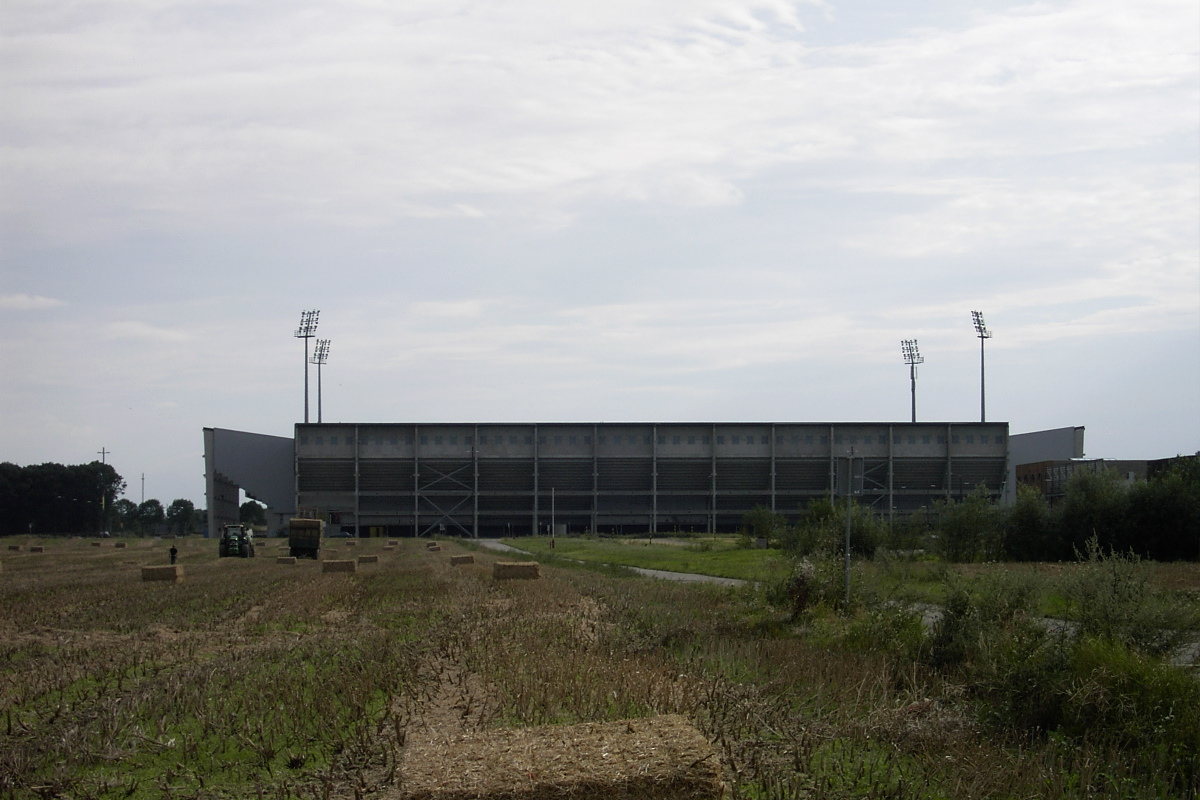
Stadion Fortuna Sittard

BedrijvenStad Fortuna is een bedrijventerrein en kantoorlocatie aan de rand van Sittard, gemeente Sittard-Geleen, in de Nederlandse provincie Limburg. Het terrein heeft een oppervlakte van 47 hectare en werd in 1999 geopend nabij het destijds nieuwe stadion van Fortuna Sittard, het huidige Fortuna Sittard Stadion.

## Ligging
Het bedrijventerrein ligt in het westen van Sittard, aan de kruising van de provinciale wegen N276 en N294 en langs de spoorlijn Maastricht - Venlo. In het noorden grenst het terrein aan Handelscentrum Bergerweg en Kantorenpark Sittard. Naar het oosten bevindt zich de binnenstad van Sittard en in het zuiden de wijk Sanderbout. Ten zuidwesten ligt Sportzone Limburg.

## Beschrijving
BedrijvenStad Fortuna omvat voornamelijk vestigingen en magazijnen van handelsondernemingen, maar ook kantoren. Het zuidelijk gebied bestaat uit compactere kavels dan de meeste bedrijventerrein en bebouwing bestaat hoofdzakelijk uit twee bouwlagen met als doel de ruimte optimaal te benutten. Het noordelijk gebied vormt de kantoorlocatie waar zich hoogbouw bevindt. In 2006 opende het Saoedische petrochemisch bedrijf SABIC hier zijn Europese hoofdkantoor. Men had aanvankelijk gepland dat het gehele gebied binnen enkele jaren zou zijn volgebouwd, echter door onder andere de economische crisis bleken de plannen te ambitieus en is het nog onduidelijk wanneer het gebied daadwerkelijk volgebouwd zal zijn. De opzet van het gebied is inmiddels in enige mate aangepast en is het gebied rond het stadion nu opgenomen in Sportzone Limburg, een gebied waarin verschillende sportcomplexen worden gevestigd. Ook wordt het gebied langs de spoorlijn omgevormd tot parkachtige omgeving.